# Cantone di Couzeix
Il Cantone di Couzeix è una divisione amministrativa dell'arrondissement di Limoges.
È stato costituito a seguito della riforma approvata con decreto del 20 febbraio 2014, che ha avuto attuazione dopo le elezioni dipartimentali del 2015.

## Composizione
Comprende i seguenti 7 comuni:
- Chaptelat
- Couzeix
- Nieul
- Peyrilhac
- Saint-Gence
- Saint-Jouvent
- Veyrac